# Guusje Beverdam

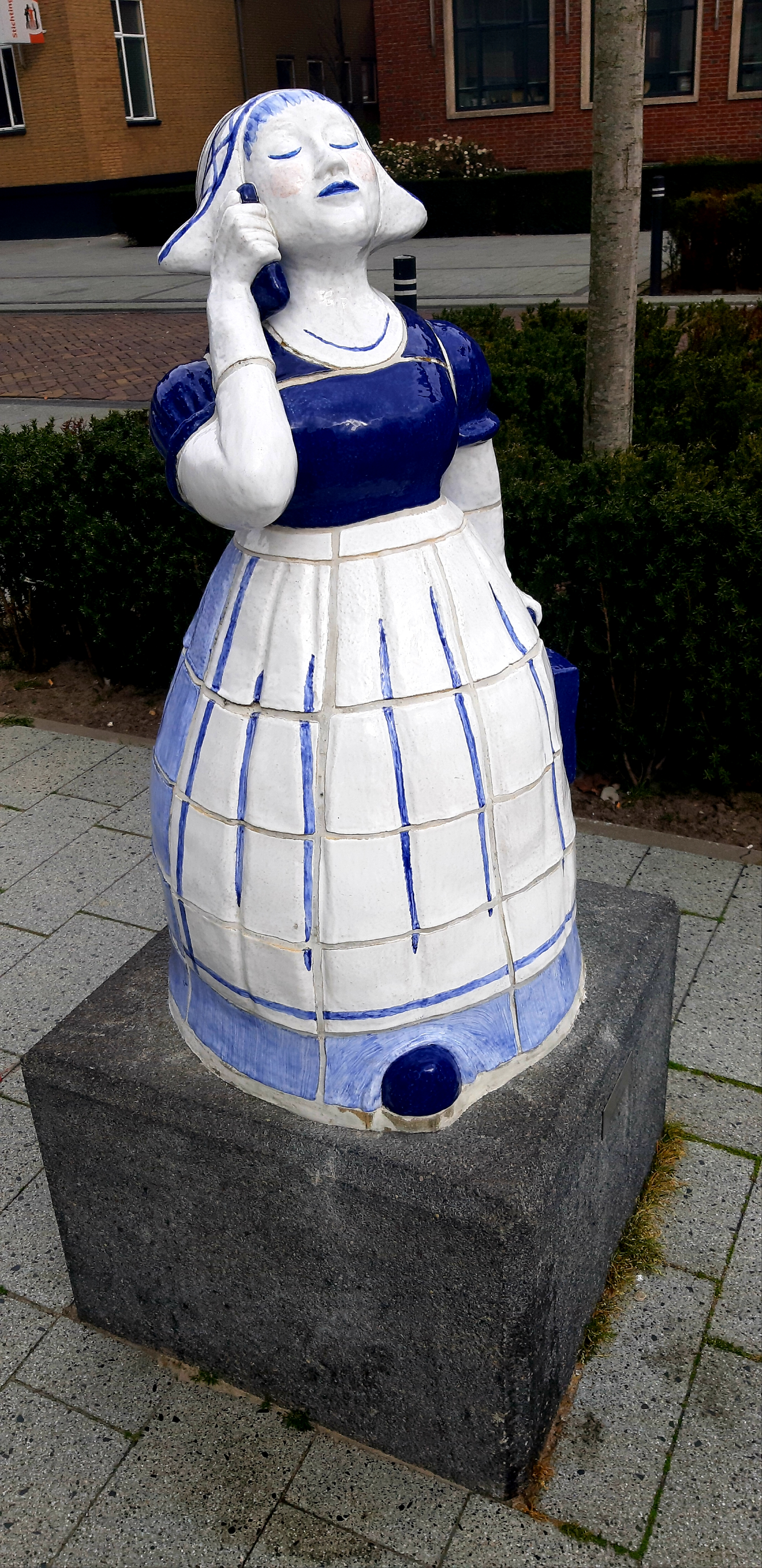
Wiefie

Augustina Alfonsa Margaretha Maria (Guusje) Beverdam (Rotterdam, 15 juni 1947) is een Nederlands beeldend kunstenares.

## Biografie
Beverdam is geboren in Rotterdam maar woonachtig in het Overijsselse Hengelo. Ze vervaardigt vooral felkleurige, keramische beelden, welke onderhoudsarm, vandalisme- en vorstbestendig zijn. Beverdam volgde, na haar werk als handwerkdocente, een opleiding aan de AKI tussen 1983 en 1988 onder de specialisatie Keramiek. Op 16 januari 2013 is Beverdam verkozen tot Kunstvrouw 2012 van Overijssel. Er zijn al verschillende werken door gemeenten aangevraagd en geplaatst, waaronder kunstzinnige banken.
Verschillende werken zijn bijvoorbeeld het hartenbankje of liefdesbankje voor het stadhuis van Enschede en het Wiefie in Hengelo. Het liefdesbankje staat er sinds 1996 en is in 2014 beschadigd door een aanrijding. Ook zijn werken van haar tentoongesteld in het Institut Néerlandais te Parijs, de Kulturhalle in Münster, Stedelijk Museum te Amsterdam en het Stedelijk Museum Zwolle.